# Liste de chercheurs en gravitation quantique à boucles
Principaux contributeurs à la construction de la théorie de la gravitation quantique à boucles :
- Carlo Rovelli, Centre de Physique Theorique, Marseille, France
- Abhay Ashtekar, Pennsylvania State University, États-Unis
- John W. Barrett, University of Nottingham, Royaume-Uni
- Martin Bojowald, Pennsylvania State University, États-Unis
- Laurent Freidel, Perimeter Institute for Theoretical Physics, Canada
- Giorgio Immirzi, Universita' di Perugia & INFN Perugia, Italie
- Kirill Krasnov, University of Nottingham, Royaume-Uni
- Jerzy Lewandowski, Université de Varsovie, Pologne
- Michael Reisenberger, Montevideo University, Uruguay
- Lee Smolin, Perimeter Institute for Theoretical Physics, Canada
- Thomas Thiemann, Erlangen, Allemagne.

Liste de chercheurs en France :
- Carlo Rovelli, Centre de Physique Theorique, Marseille, France
- Alejandro Perez, Centre de Physique Theorique, Marseille, France
- Simone Speziale, Centre de Physique Theorique, Marseille, France
- Etera Livine, ENS Lyon, Centre national de la recherche scientifique (CNRS), France
- Karim Noui, LMPT ; Université Francois-Rabelais-Tours, France
- Aurélien Barrau, Laboratoire de physique subatomique et de cosmologie de Grenoble, Grenoble, France
- Sergei Alexandrov, Montpellier, France.

Une liste (partielle) des chercheurs dans le monde
- John Baez, Université de Californie, Riverside, États-Unis
- Alejandro Corichi, National Autonomous University of Mexico, Mexique
- Louis Crane, Kansas State University, États-Unis
- Christian Fleischhack, Université de Hambourg, Allemagne
- Rodolfo Gambini, Montevideo University, Uruguay
- Florian Girelli, European Science Foundation, France
- Kristina Giesel, Erlangen, Allemagne
- Seth Major,Hamilton College, Clinton, NY, États-Unis
- Donald Marolf,  Université de Californie, Santa Barbara, États-Unis
- Merced Montesinos, Centro de Investigación y de Estudios Avanzados del IPN, Mexique
- Hugo Morales-Tecotl, Universidad Autonoma Metropolitana Iztapalapa, Mexique
- Robert Oeckl, Instituto de Matemáticas, UNAM, Mexique
- Daniele Oriti, University of Cambridge, Royaume-Uni
- Tomasz Pawlowski, Pennsylvania State University, États-Unis
- Jorge Pullin, Louisiana State University, États-Unis
- José A. Zapata, Instituto de Matemáticas, UNAM, Mexique
- Aleksandar Mikovic, Lusofona University and GFMUL, Portugal.